# 十年式艦上雷撃機
十年式艦上雷撃機 1MT
十年艦上雷撃機
- 用途：雷撃機
- 設計者：ハーバード・スミス
- 製造者：三菱重工業
- 運用者：大日本帝国海軍
- 初飛行：1922年（大正11年）
- 生産数：20機
- 運用開始：1921年（大正10年）
- 運用状況：退役済

十年式艦上雷撃機（じゅうねんしきかんじょうらいげきき）は大日本帝国海軍の艦上雷撃機である。
設計・製造は三菱内燃機。日本海軍が保有した唯一の三葉機だったが、少数の生産で終わった。三菱における記号は1MT。十年式艦上戦闘機、十年式艦上偵察機はのちに名称付与法の改定によりそれぞれ一〇式艦上戦闘機、一〇式艦上偵察機へ改称されたが、不採用とされた十年式艦上雷撃機は一〇式に改称されることはなかった。この点は、内令兵によって定められた海軍機の制式の定義である「航空機の名称」に明らかである。

## 概要
欧米各国の輸入機やライセンス生産機に頼っていた日本海軍は三菱に指示し、イギリスのソッピース社からハーバード・スミス技師たちを招請して戦闘機、偵察機、攻撃機において日本独自の機体の開発を行った。このうち、艦上攻撃機として開発されたのが十年式艦上雷撃機で、試作機は1922年（大正11年）8月に完成した。本機の最大の特徴は日本海軍機で初にして唯一の三葉形態であることだったが、これは航空母艦の限られたスペースに収容可能ながら十分な搭載量を有し、なおかつ運動性が良好な機体を目指したために採用されたものだった。
試験の結果は性能面において特に問題がなかったことから十年式艦上雷撃機として制式採用されたが、実際に運用してみると三葉形態であることから全高が高過ぎて整備し辛いことや、単座のために攻撃の正確性に欠ける、後方への防御武装を有しない等の問題点が明らかになった。このため、1923年（大正12年）までに20機生産したところで生産中止となり、後継機の一三式艦上攻撃機が量産されてからは、もっぱら練習機として用いられた。

## スペック
出典：『日本の名機100選』
- 全長： 9.78 m
- 全幅： 13.26 m
- 全高： 4.45 m
- 自重： 1,370 kg
- 全備重量： 2,500 kg
- エンジン： ネイピア・ライオン 液冷W型12気筒 450 hp ×1
- 最大速度： 209.4 km/h
- 航続時間： 2.3 時間
- 上昇限度： 6,000 m
- 乗員： 1 名
- 武装： 18 インチ魚雷 ×1